# 3, 2, 1... Frankie Go Boom
3, 2, 1... Frankie Go Boom ist eine US-amerikanische Filmkomödie aus dem Jahr 2012.

## Handlung
Zwei, zuvor zerstrittene, Brüder ersuchen die Hackerin Phyllis (eine trans Frau, gespielt von Ron Perlman) jede Spur eines Sex-Videos zu löschen, bevor der wütende Vater (ein Hollywoodstar) des beteiligten Mädchens grausame Rache sucht.

## Hintergründe
Die Schauspielerin Lizzy Caplan, welche die Rolle der Lassie spielte, beschrieb den Plot als: „Es geht um einen Typen, dessen Leben durch ein viral gegangenes Youtube-Video ruiniert wurde und sich nun versteckt und wird ausgerechnet von seinem manipulativen und schrecklichen Bruder zurück in die Zivilisation gebracht (nachdem er sich mitten im Nirgendwo versteckte). Und jede Person um ihn herum ist irgendwie schrecklich und [man sieht] wie er damit umgeht.“
Drehbeginn war am 10. November 2010. Es wurde vornehmlich in Los Angeles gedreht. Es stand ein Budget von 480.000 Dollar zur Verfügung.
Ron Perlman wurden zwei verschiedene Rollen im Film angeboten. Er entschied sich für die Rolle der trans Frau. Er beschrieb es so:  „Sie boten mit zwei verschiedene Rollen an und ich entschied mich für die Transsexuelle, weil ich mir dachte, dass, wenn sich die Tür öffnet und man erkennt, dass ich das bin, gleich ein ‚Igitt‘ kommt.“
Der Film wurde nie in die deutsche Sprache synchronisiert.

## Rezeption
Das National Public Radio schreibt, dass die Filmkomödie tragisch unlustig sei und nur gelegentlich von einigen seiner begabten und mutigen Darsteller aufgewertet, aber das böse, komödiantisch inkohärente Drehbuch des Films begrenze sein Potenzial.
Jeannette Catsoulis von der The New York Times meint hingegen, dass es eine vibrierend vulgäre Komödie sei, die niemals durchhängt, um ihre eigene Cleverness zu bewundern.
Der Film erhielt 45 % Zustimmung auf Rotten Tomatoes, basierend auf 22 Reviews mit einer durchschnittlichen Wertung von 5.26/10.
Beim South-by-Southwest-Festival 2013 erhielt der Film eine Nominierung.